# Hannes Häyrinen

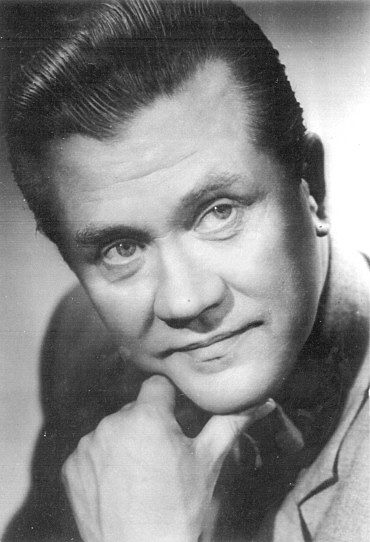
Hannes Häyrinen en 1961

Hannes Häyrinen (25 de abril de 1914-21 de diciembre de 1991) fue un actor y director teatral, cinematográfico y televisivo finlandés. 

## Biografía

### Inicios
Su verdadero nombre era Johan Hannes Erik Högdahl, y nació en Jyväskylä, Finlandia, siendo sus padres John Högdahl y Kerttu Häyrinen. Era medio hermano, por parte de su padre, de las actrices Arna Högdahl, Päivi Horsma y Lilli Tulenheimo. Hasta los 11 años de edad, Hannes vivió con sus abuelos maternos en Suolahti, donde participó en actividades escénicas de un sindicato laboral. Tras la muerte de su abuela, se mudó a Helsinki a vivir con su padre.

### Carrera teatral
Los comienzos de Häyrinen como actor fueron difíciles. Se graduó en la Academia de Teatro de la Universidad de las Artes de Helsinki en 1934, trabajando en los tres años siguientes sin ningún vínculo permanente. Tras su paso por el ejército trabajó como camionero y ayudante en el teatro de verano de Vallila, Helsinki. En 1937 obtuvo su primer contrato con el Helsingin Kansanteatteri, donde trabajó hasta el estallido de la Guerra de invierno, durante la cual sirvió como sanitario. Su primer papel importante llegó con la comedia de Mika Waltari Mies rakasti vaimoaan, impresionando por su actuación al director Orvo Saarikivi, lo cual le animó a buscar trabajo en la industria cinematográfica. 
A partir de 1945 Häyrinen trabajó en el Suomen Työväenteatteri durante un año, pasando al Tampereen Työväen Teatteri (en Tampere) en 1947. En 1951 asumió el cargo de director del Kotkan kaupunginteatteri (en Kotka), permaneciendo allí hasta 1955. Dejó ese año su puesto de direxctor para pasar como actor al Lahden kaupunginteatteri de Lahti. En 1957 decidió trabajar como actor independiente, pero dos años más tarde ingresó en el Helsingin Kansanteatteri-Työväenteatteri (llamado desde 1965 Helsingin kaupunginteatteri).
Del Kaupunginteatteri pasó en 1975 al Teatro Nacional de Finlandia, del cual se retiró como actor teatral en 1981. Entre las obras que representó en este último teatro figuran Don Carlos y Kultalampi.

### Carrera en el cine
Häyrinen fue contratado por Suomi-Filmi en 1938, actuando en los siguientes tres años en una docena de películas, destacando de entre ellas Hätävara y Rikas tyttö en 1939. Su primer papel relevante llegó en 1941 con la primera película dirigida por Ville Salminen, Viimeinen vieras.
Tras pasar a Suomen Filmiteollisuus en 1942 por motivos salariales, Häyrinen empezó a tener papeles más destacados, como ocurrió en Nuoria ihmisiä (1943), producción en la que actuó con Kyllikki Forssell y Olavi Virta. Otras películas destacadas en los años 1940 fueron Synnitön lankeemus (1943), Naimisiin päiväksi (1946) y Nuoruus sumussa (1946). Por su actuación en esta última película, Häyrinen recibió un Premio Jussi.
A principios de los años 1950 Häyrinen rodó muchas cintas, siendo una de las mejores Radio tekee murron (1951), dirigida por Matti Kassila, por la cual recibió un nuevo Premio Jussi. Al año siguiente rodó una secuela, Radio tulee hulluksi. En la segunda mita de la década, además de actuar, Häyrinen también trabajó como director y guionista. Actuó en Syntipukki (1957), Asessorin naishuolet (1958), Paksunahka (1958) y Kovaa peliä Pohjolassa (1959). Su primer trabajo como director fue la exitosa cinta Iskelmäketju (1959).
En la década de 1960 sus papeles fueron en su gran mayoría de reparto, aunque las películas fueron destacadas. Debido a la huelga de actores de 1963–1965, Häyrinen trabajó por última vez para el cine en la película de Spede Pasanen Millipilleri en 1966. Posteriormente actuó en alguna producción televisiva, como fue el caso del telefilm de 1989 dirigido por Jouko Turkka Seitsemän veljestä.

### Radio y televisión

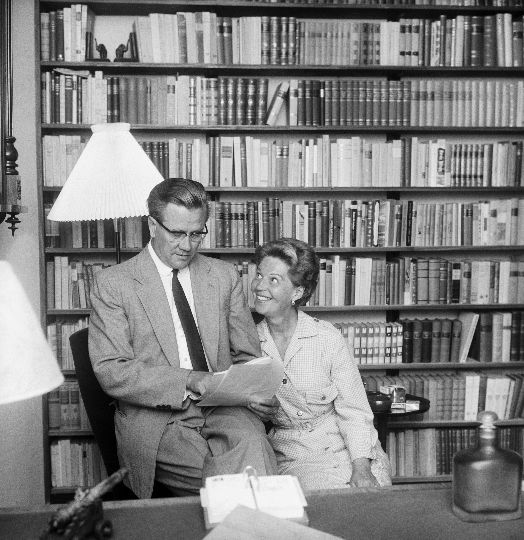
Hannes Häyrinen y Liisa Nevalainen en 1963

Con la llegada de la televisión, Häyrinen cambió al nuevo medio, actuando por ejemplo en la serie Kaverukset en 1961–1963, en la cual fue también director. Su serie más conocida fue Hanski, que se emitió en 1967–1973, y de la cual fue también director. Su esposa, Liisa Nevalainen, trabajó en la producción como actriz y guionista. Hanski, con un total de 83 episodios, fue un éxito de audiencia.
Häyrinen actuó también en programas radiofónicos de Yleisradio. De su trabajo en la radio quizás destaque como presentador de Kankkulan kaivolla en 1958–1970. También apareció varias veces hasta 1990 con Antero Alpola en el programa Aatonaaton joululahjavalvojaiset, emitido en las vísperas de Nochebuena.
Por su trayectoria artística, Häyrinen fue premiado en 1956 con la Medalla Pro Finlandia.

### Vida privada
Hannes Häyrinen falleció en Roihuvuori|, Helsinki, en la Navida de 1991, a causa de una prolongada enfermedad. Tenía 77 años de edad. Había estado casado con la actriz y escritora Liisa Nevalainen desde 1939, permaneciendo el matrimonio unido hasta la muerte de ella en 1987. Tuvieron dos hijos.

## Filmografía
- 1938 : Syyllisiäkö?
- 1939 : Hätävara
- 1939 : Aktivistit
- 1939 : Avoveteen
- 1939 : Rikas tyttö
- 1939 : Punahousut
- 1939 : Helmikuun manifesti
- 1940 : Runon kuningas ja muuttolintu
- 1940 : Kyökin puolella
- 1940 : Anu ja Mikko
- 1940 : Poikani pääkonsuli
- 1941 : Poretta eli Keisarin uudet pisteet
- 1941 : Viimeinen vieras
- 1941 : Ryhmy ja Romppainen
- 1942 : Oi, aika vanha, kultainen...!
- 1942 : August järjestää kaiken
- 1943 : Nuoria ihmisiä
- 1943 : Hevoshuijari
- 1943 : Synnitön lankeemus
- 1944 : Suurin voitto
- 1946 : Naimisiin päiväksi
- 1946 : Nuoruus sumussa
- 1947 : Sisulla ja sydämellä
- 1947 : Kultamitalivaimo
- 1947 : Tuhottu nuoruus
- 1949 : Aaltoska orkaniseeraa
- 1949 : Kanavan laidalla
- 1950 : Kaunis Veera eli Ballaadi Saimaalta
- 1951 : Radio tekee murron
- 1952 : Radio tulee hulluksi
- 1954 : Oi, muistatkos...
- 1955 : Kihlaus
- 1956 : Muuan sulhasmies
- 1957 : Syntipukki
- 1957 : Vieras mies
- 1958 : Kulkurin masurkka
- 1958 : Asessorin naishuolet
- 1958 : Paksunahka
- 1958 : Sotapojan heilat
- 1959 : Kovaa peliä Pohjolassa
- 1959 : Yks’ tavallinen Virtanen
- 1959 : Patarouva
- 1959 : Iskelmäketju
- 1960 : Isaskar Keturin ihmeelliset seikkailut
- 1960 : Justus järjestää kaiken
- 1960 : Kankkulan kaivolla
- 1960 : Opettajatar seikkailee
- 1961 : Tähtisumua
- 1961 : Minkkiturkki
- 1961 : Olin nahjuksen vaimo
- 1961 : Tyttö ja hattu
- 1961 : Oksat pois...
- 1961 : Pikku Pietarin piha
- 1966 : Millipilleri
- 1989 : Seitsemän veljestä (TV)